# 了解辞典
了解（りょうかい）は、Web上の日本語―アラビア語／アラビア語―日本語辞典。

## 歴史
2010年、辞典編集者のハルーン・アルサワルカとヒシャム・ウマルによってPCソフトとして立ち上げられた。辞典は約7万1千語以上、4万7千用例。
2004年に企画が立ち上げられた。2005年に「さくら」という辞書ソフトとして初版が発行された。約1万7千語。2009年に「さくら」の第二版が発行され、約3万語を収録するに至った。2010年にWeb版「了解」が公開された。2016年10月の時点で約7万1千語、4万6千用例。2018年にGoogle Playのアプリへ移行。